# Kameanka, Șațk
Kameanka (în ucraineană Кам`янка) este un sat în comuna Pișcea din raionul Șațk, regiunea Volînia, Ucraina.

## Demografie
Componența lingvistică a localității Kameanka
     Ucraineană (97,01%)
     Rusă (2,99%)
Conform recensământului din 2001, majoritatea populației localității Kameanka era vorbitoare de ucraineană (97,01%), existând în minoritate și vorbitori de rusă (2,99%).